# Åke Thelning
Åke Thelning (n. 24 octombrie 1892, Södra Härene socken⁠(d), Kulling hundred⁠(d), Suedia – d. 16 februarie 1979, Särö⁠(d), Hallands län, Suedia) a fost un călăreț ce a reprezentat Suedia, medaliat olimpic. A participat la o ediție a Jocurilor Olimpice (1924) în care a câștigat o medalie de aur.

## Participări
Lista de mai jos prezintă principalele competiții la care a participat Åke Thelning de-a lungul carierei.
- equestrian at the 1924 Summer Olympics – team jumping[*]